# Il tabaccaio di Vienna
Il tabaccaio di Vienna (Der Trafikant) è un film del 2018 diretto da Nikolaus Leytner. È basato sul romanzo omonimo di Robert Seethaler, edito nel 2012.

## Trama
Il giovane diciassettenne Franz Huchel, dopo la morte del patrigno, lascia la campagna natia sull'Attersee nel Salzkammergut per recarsi nella capitale austriaca a imparare un mestiere presso Otto Trsnjek, un reduce invalido della prima guerra mondiale, amico della madre e gestore di una tabaccheria.
Qui il giovane, vissuto sino ad allora nell'innocenza della fanciullezza, impara un nuovo mondo fatto di lavoro, incontri con nuove persone e stringe una grande amicizia con Otto. È l'adolescenza di un ragazzo venuto dal mondo della campagna alla città negli anni '30, tempi in cui il nazismo mostra la sua violenza verso socialisti, comunisti ed ebrei. Nella tabaccheria Franz incontra Sigmund Freud, cliente abituale, con cui instaura una tenera amicizia fatta delle sue domande, dei suoi sogni e della scoperta del primo amore giovanile per una ragazza di nome Anezka, sulla quale chiederà consigli proprio al medico viennese.
Un viaggio di crescita dall'infanzia alla gioventù, attraverso l'amore e i sogni così distanti dall'asprezza e grettezza del regime e dell'epoca diviene così, nel confronto con la realtà, un momento di crescita interiore, morale e civile con una presa di coscienza individuale della realtà e del tremendo momento storico che gli si manifesta nella sua crudezza con il suicidio come ribellione di Egon “il rosso”, poi con l'arresto del tabaccaio Otto e la conseguente morte nelle segrete del quartiere generale della Gestapo e, infine, con la fuga di Freud.
Sul finale il giovane sostituisce la bandiera nazista davanti al quartiere generale della Gestapo con i pantaloni senza una gamba di Otto, venendo così a sua volta arrestato e portato via.
(Franz)

Vienna appare poi in una scena finale, davanti alla tabaccheria, ove Anezka, della quale Franz si era innamorato e poi divenuta amante di un nazista, passa e legge sulla vetrina ormai chiusa e logora gli ultimi brandelli dei pensieri e dei sogni di Franz che riguardano proprio il loro primo incontro.

## Distribuzione
Il film è stato distribuito nelle sale cinematografiche il 12 ottobre 2018 in Austria.
In Italia è stato trasmesso in prima visione televisiva su Rai 3 il 16 gennaio 2021 ed in replica il 13 gennaio 2022. È stato poi trasmesso in prima serata su Rai Storia il 13 agosto 2023.